# The 3rd Birthday Original Soundtrack
The 3rd Birthday Original Soundtrack è la colonna sonora ufficiale del videogioco della Square Enix The 3rd Birthday, composta da Yōko Shimomura, Mitsuhito Suzuki e Tsuyoshi Sekito. Non contiene la canzone Eyes On Me dei Superfly.

## Tracce
CD1
1. From the End -For The 3rd Birthday- - 3:39
2. The Babel: Genesis - 2:52
3. Investigation of the Past - 5:04
4. Beginning of Breeding - 3:51
5. Joy to the World - 2:50
6. Flashback - 0:31
7. Dive into Myself - 3:51
8. Wait for the Combustion - 2:02
9. Brave New World - 1:31
10. Contact, Freeze, Explode - 2:28
11. Unknown Unknown - 2:12
12. Equinox of Insanity - 2:20
13. Insanity of the Enraged - 3:11
14. Reaper - 2:33
15. Moment of Humanity - 2:18
16. Bloody Black - 3:29
17. Frozen Time - 1:22
18. The Boss - 2:42
19. Arriving Home - 2:07
20. Angel's Time - 1:57
21. Dive into Myself -Deep Inside- - 2:24
22. dayDreamer - 2:34
23. Light of Time - 2:01

CD2
1. Memory II -For The 3rd Birthday- - 2:02
2. Ruin - 2:12
3. Arise Within You -For The 3rd Birthday- - 3:20
4. Moment of Silence - 2:04
5. Time of Insanity - 2:16
6. Queen - 3:45
7. Cloud of Aureolin - 4:16
8. Girl In The Dream - 1:19
9. Unforgettable Man - 2:14
10. Out Of Phase -For The 3rd Birthday- - 2:06
11. Dive Into The Cause - 2:33
12. Pain Of Assult - 2:42
13. Human Seeker - 2:02
14. Human Seeker (Battle Side) - 2:34
15. Uncontrol - 2:46
16. Monodrama - 2:55
17. Crossing Time, Crossing Mind - 2:51
18. Dr. Maeda (or How I Learned To Start Loving DNA) - 2:43
19. End Of The Investigation - 0:28
20. Worm - 2:23
21. Fright Night - 2:40
22. Desperation - 2:29
23. Ray Of Hope - 2:13
24. Triumph Of Wing - 2:20
25. Cityscapes - 2:41
26. Crimson Eyes - 2:46
27. Unforgettable Man -Return To Me- - 1:39

CD3
1. King Of Closing Time - 2:39
2. A Piece Of Remain -For The 3rd Birthday- - 2:29
3. The Way Things Are - 2:09
4. Into The Babel - 6:31
5. Escape From UB -For The 3rd Birthday- - 2:42
6. Terminus Zero - 4:27
7. Immortality of Time - 3:46
8. Blue Of The End - 3:02
9. Dive Into Myself -Changing To...- - 3:10
10. Watchet auf, ruft uns der Zeipunkt Null - 1:11
11. The End -Back To The Beginning- - 9:43
12. Come Again To Christmas - 2:39
13. Screaming - 0:12
14. Primal Eyes -For The 3rd Birthday- - 2:24
15. Brea The Brave - 3:02
16. Theme Of Aya -The 3rd Birthday Early Essence Arrange- - 1:14